# Schloss Alt Madlitz
Schloss Alt Madlitz ist ein Herrenhaus der Grafen Finck von Finckenstein. Es befindet sich in Alt Madlitz (Landkreis Oder-Spree).

## Geschichte
Das Gut wurde 1373 als Modelicz erstmals erwähnt. Für 200 Jahre, von 1551 bis 1751, gehörte es derer von Wulffen. Kaspar von Wulffen ließ hier 1551 ein einfaches Wohnhaus aus Feldsteinen errichten das noch vor 1750 erweitert wurde. Die Grafen Finck von Finckenstein, eine ostpreußische Familie mit großer Bedeutung für das Königreich, erwarben es 1751 käuflich und verließen damit zum ersten Mal Ostpreußen (Gilgenburg). Wegen seiner Verdienste im spanischen Erbfolgekrieg war Feldmarschall Albrecht Konrad Finck von Finckenstein (1660–1735) im Jahr 1710 von Kaiser Leopold I. in den Reichsgrafenstand erhoben worden.

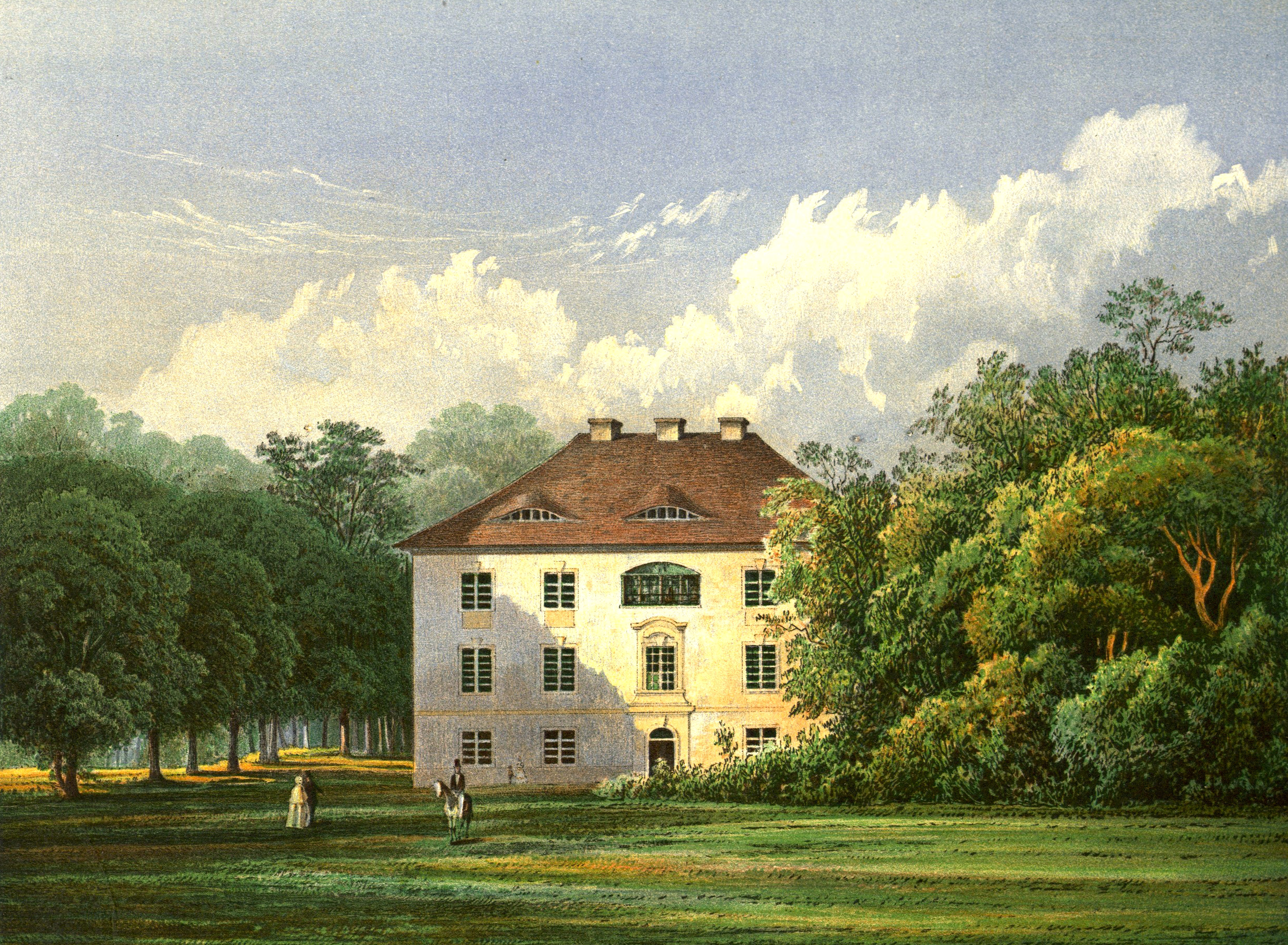
Schloss Alt Madlitz, um 1858/58, Sammlung Alexander Duncker

Neben Schloss Finckenstein wurde Schloss Alt Madlitz bald zu einem Hauptsitz des Hauses. Das einfache Herrenhaus wurde im 18. Jahrhundert von Friedrich Ludwig Karl Finck von Finckenstein zu einem dreigeschossigen Landschloss ausgebaut. Die damals errichteten Wirtschaftsgebäude erfüllen heute wieder ihre ursprüngliche Bestimmung. Ebenfalls zu dieser Zeit entstand hier der erste englische Landschaftspark in Brandenburg. Nach dem 1879 zuerst veröffentlichten Generaladressbuch der Ritterguts- und Gutsbesitzer des Königreiches Preußen, für die Provinz Brandenburg, betrug die Größe des Gutes Alt-Madlitz mit Brennerei genau 1770 ha. Kurz zuvor wurde ein Familienfideikommiss eingerichtet. Eine besondere wirtschaftliche Konsolidierung des Gutes ist um 1910 unter Wilhelm Graf Finck von Finckenstein zu konstatieren.
1945 wurde das Gut im Rahmen der Bodenreform enteignet und die Grafen Finck von Finckenstein aus Brandenburg vertrieben. Das Schlossgebäude nutzte die DDR als Kindergarten. Da jedoch die notwendige Pflege unterblieb, begann das Mauerwerk zu zerfallen und so war das Erdgeschoss seit den 70er Jahren nicht mehr bewohnbar. Dennoch blieben einige architektonische Höhepunkte, wie die Stuckaturen und die historische Treppe, im Inneren erhalten.
Seit der Deutschen Wiedervereinigung befindet sich Schloss Alt Madlitz wieder im Besitz der Familie Finck von Finckenstein. Karl Wilhelm Graf Finck von Finckenstein (geboren 1923 in Alt Madlitz) ließ es aufwändig restaurieren, den Park durch den Gartenarchitekten Clemens Alexander Wimmer rekonstruieren und nahm den Gutsbetrieb (Hofladen, Jagd und Landwirtschaft) wieder auf. Im Inspektorhaus am Rande des Landschaftsparks befindet sich ein Café. Die Wiederherstellung der umfangreichen Parkanlage wurde durch ABM-Kräfte öffentlich unterstützt. Dennoch ist leider der Park nur in seinen peripheren und gärtnerisch weitgehend ungepflegten Anteilen der Öffentlichkeit zugänglich.
Karl Wilhelm Graf Finck von Finckenstein verstarb am 5. Juli 2010 in Hamburg. Die Beisetzung erfolgte am 19. Juli 2010 auf dem Familienfriedhof in Alt Madlitz. Danach erbte sein Stiefsohn Hans-Detlef Bösel das Gut.